# Jacek Protas

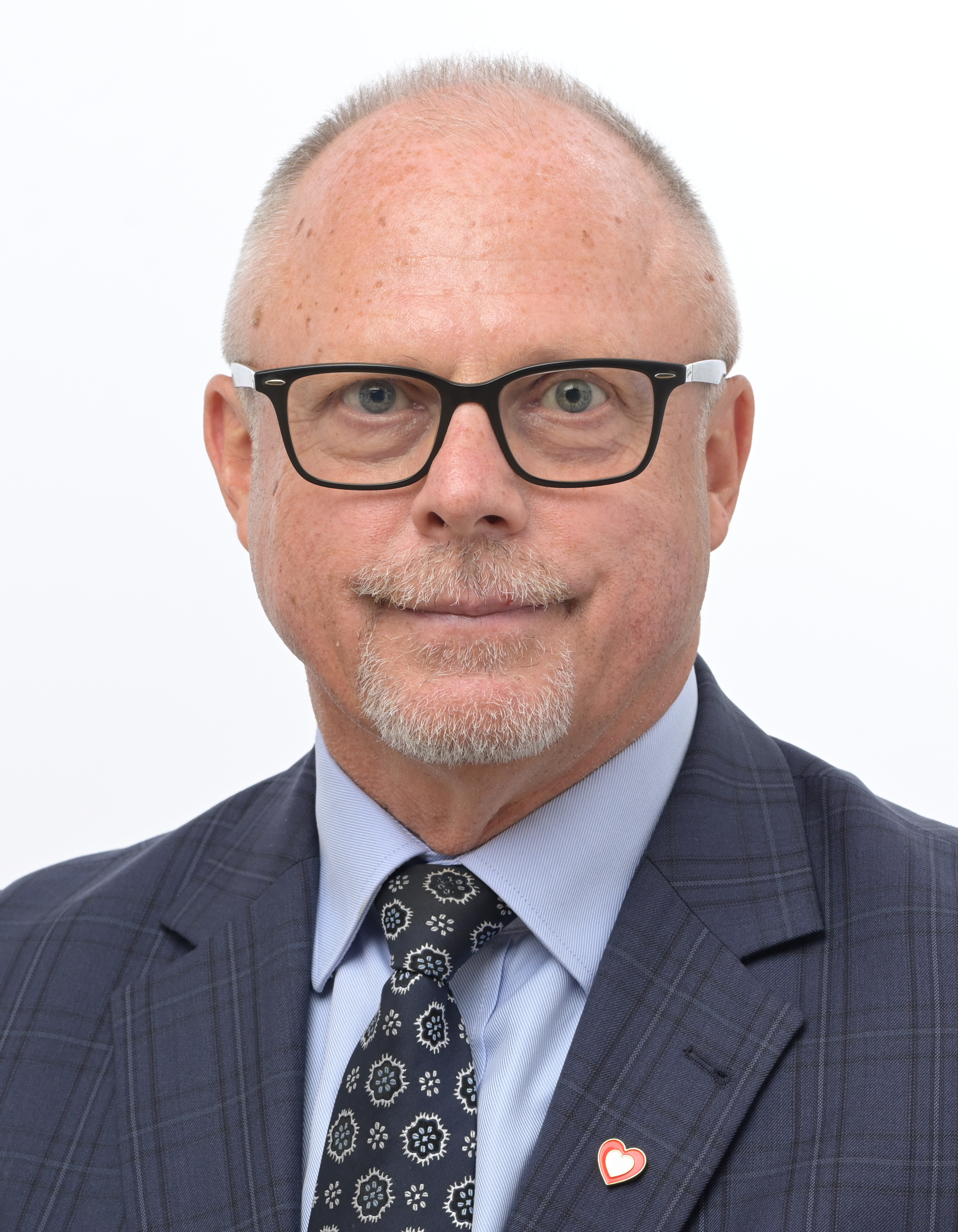
Jacek Protas (2024)

Jacek Protas (* 15. Januar 1964 in Lidzbark Warmiński) ist ein polnischer Politiker und Pädagoge. Er ist Mitglied der Partei Bürgerplattform.

## Leben
Jacek Protas war von 2006 bis 2014 Woiwodschaftsmarschall von Ermland-Masuren und von 2015 bis 2023 Mitglied des Sejm sowie von 2023 bis 2024 Staatssekretär im Ministerium für Fonds und Regionalpolitik. Bei der Europawahl 2024 wurde er ins Europaparlament gewählt. Im Europaparlament gehört er der Fraktion der Europäischen Volkspartei (Christdemokraten) an.